# Lehnerz
Lehnerz is een plaats in de Duitse gemeente Fulda, deelstaat Hessen, en telt 1611 inwoners (2008).